# Road Trip Adventure
Road Trip Adventure, también conocido como Everywhere Road Trip o Choro Q HG 2 (a menudo mal etiquetado como Road Trip: Arcade Edition o simplemente Road Trip), es un videojuego de carreras para PlayStation 2 desarrollado por E-game (pero comúnmente acreditado a Takara). El juego fue lanzado en 2002 en Japón por Takara, en Norteamérica por Conspiracy Entertainment, y en 2003 en Europa y otras  Regiones PAL por System 3 bajo su etiqueta Play It.
El juego combina elementos de los juegos de mundo abierto, carreras y aventura, y es ampliamente considerado como el mejor de los Choro Q debido a su gran mundo fluido que el jugador puede explorar libremente. El juego se desarrolla en un mundo de coches antropomórficos que interactúan como humanos. Como parte del lanzamiento de PS2 Classics, Road Trip Adventure se lanzó en PlayStation Store para PlayStation 3 en Europa el 15 de febrero de 2012; sin embargo, no fue lanzado en la PlayStation Network estadounidense.

## Jugabilidad
Al iniciar un nuevo juego en el modo Aventura, el jugador puede ingresar su nombre y preferencias, así como un nombre para la moneda del juego. Al ingresar estos detalles, comienza una escena dentro de la oficina del presidente Forest, quien se ha cansado de su papel en el cargo. Declara que entregará la presidencia al ganador del Gran Premio Mundial, una serie de siete carreras sólo para los corredores más talentosos y de élite. La secretaria del presidente se marcha dispuesta a transmitir esta noticia al mundo.
A continuación, el jugador aparece dentro de Q's Factory en Peach Town, un pequeño pueblo que lleva el nombre de las granjas de duraznos circundantes. La Q's Factory de cada ciudad es donde el jugador cambia las piezas de automóvil que ha recolectado y comprado. El trabajador de Q's Factory informa al jugador que puede convertirse en presidente si tiene la suerte de ganar el Gran Premio Mundial.
Después de estas escenas iniciales, el juego es casi completamente abierto y se centra libremente en el objetivo de ganar el Gran Premio Mundial y convertirse en presidente. Para calificar para el Gran Premio Mundial, el jugador debe tener dos compañeros de equipo y una Licencia Clase Super A, obtenida al terminar entre los 6 primeros en cada carrera de cada nivel de licencia: C, B y A, respectivamente. Para adquirir compañeros de equipo, uno puede simplemente hablar con otros autos; si pueden ser reclutados, pueden pedirle al jugador que los agregue como compañero de equipo, siempre que el jugador haya ganado una carrera previamente. Cada carrera premia el desempeño de los compañeros de equipo del jugador, así como el del jugador. Como resultado, es importante que el jugador equipe a sus compañeros de equipo con piezas adecuadas para cada carrera.
Para medir los logros de un jugador, hay 100 "sellos" que puede ganar, uno de los cuales es convertirse en presidente. Los sellos implican actividades que van desde minijuegos hasta hacer pequeños favores a otros autos, y al ganar los 100, el jugador es elegible para recibir una sorpresa especial. Por ejemplo, uno de los 100 sellos requiere completar el álbum de imágenes del jugador. Para tomar una fotografía, el jugador puede visitar cualquiera de las 100 tiendas Quick-Pic, indicadas por marcas negras en el minimapa; Después de tomar una fotografía, el propietario (siempre un Toyota Vitz rosa) informará al jugador de la ubicación de la siguiente tienda. Otro sello importante implica recolectar las 100 monedas Choro Q escondidas en las ciudades de todo el mundo (con la excepción de Cloud Hill). Uno de los residentes de My City intercambia varias partes y objetos por monedas Choro Q, y muchas de estas partes pueden darle al jugador una clara ventaja en otras tareas, incluida ganar el Gran Premio Mundial. En cada ciudad hay un bar, cuyo propietario puede dar pistas sobre el paradero de las monedas cercanas.
Además, un tema recurrente importante es el de poblar "Mi ciudad", la ciudad que el jugador funda como primer residente. Para construir My City, el jugador debe hablar con muchos autos diferentes en todo el mundo y encontrar aquellos interesados en comenzar una nueva vida o construir nuevas casas o tiendas. A medida que más y más residentes se mudan a My City, las casas y tiendas de esos residentes aparecen por toda la ciudad, y cada edificio tiene como tema el estilo arquitectónico de la ciudad natal de su residente. Una vez completado, Mi ciudad contiene una escuela, departamento de bomberos, comisaría de policía, Q's Factory, taller de carrocería, taller de repuestos, taller de pintura, parques, casas residenciales y más.

### Economía
Al comienzo del juego, se le pide al jugador que especifique un nombre para la moneda utilizada durante el resto del juego. El dinero es fundamental en Road Trip Adventure, ya que es necesario comprar la mayoría de las piezas. Para ganar dinero, uno puede competir, anunciar varias tiendas, vender piezas a un residente de My City o incluso jugar a la ruleta. Cinco tiendas pueden proporcionar un pequeño cartel encima del coche para anunciarse: la cafetería en Peach Town (10 monedas por kilómetro), un restaurante de fideos en la ciudad de Fuji (20 monedas por kilómetro), una pastelería en Sandpolis (30 monedas por kilómetro). ), una tienda de lana en White Mountain (40 divisas por kilómetro) y una tienda de cocos en Papaya Island (50 divisas por kilómetro). Cada tienda te da una determinada cantidad de dinero por cada kilómetro recorrido mientras esté equipado con su respectivo cartel publicitario. El jugador también puede poner un cartel a cada compañero.

### Minijuegos
Hay alrededor de 20 minijuegos en Road Trip Adventure. Al completarlos se gana dinero, sellos y repuestos. Estos minijuegos incluyen Fútbol, Ruleta y Drag Races.

### Ubicaciones
La siguiente es una lista de ciudades en el Modo Aventura en el orden en que normalmente se encuentran por primera vez. El mundo en el Modo Aventura, con la excepción de Cloud Hill, es cíclico, lo que significa que uno puede conducir por todas las ciudades consecutivamente y regresar a la ubicación original de Peach Town.
| Ciudad          | Descripción                                                                                   | Estilo callejero        | Pistas de carreras                       |
| --------------- | --------------------------------------------------------------------------------------------- | ----------------------- | ---------------------------------------- |
| Peach Town      | Temática del pequeño pueblo arquetípico, rodeado de campo.                                    | Asfalto, tierra, hierba | Peach Raceway 1 y 2                      |
| Fuji City       | Ciudad de temática japonesa                                                                   | Tierra                  | Ninja Temple Raceway, Temple Raceway     |
| My City         | El propio del jugador, que anuncian para reunir a diversos nuevos residentes                  | Asfalto                 | Endurance Run                            |
| Sandpolis       | Siguiendo el modelo de Las Vegas, la ciudad más grande del juego.                             | Asfalto, tierra         | Desert Raceway, Night Glow Raceway       |
| Chestnut Canyon | Una ciudad al estilo del Gran Cañón en lo alto de una colina                                  | Roca, tierra            | Miner 49er Raceway, Lava Run Raceway     |
| Mushroom Road   | Un pueblo con temática de hongos en un bosque, la ciudad más pequeña del juego.               | Tierra, barro           | River Raceway, Slick Track, Oval Raceway |
| White Mountain  | Un pueblo nevado centrado alrededor de una montaña                                            | Nieve, tierra           | Snow Mountain Raceway                    |
| Papaya Island   | Isla tropical, accesible conduciendo a través del océano.                                     | Tierra, arena           | Lagoon Raceway, Sunny Beach Raceway      |
| Cloud Hill      | Una colección de islas flotantes en el cielo, accesibles solo desde una casa en Papaya Island | Asfalto, metal          | Tin Raceway                              |

## Banda sonora
En las versiones estadounidense y europea, hay dos estaciones de radio para elegir. La función de radio de la versión japonesa es más extensa y presenta una estación adicional con DJ con voz.
La primera estación incluye ligeros remixes de las siguientes canciones:
- The Push Kings - The Minute
- The Push Kings - Sunday on the West Side
- The Push Kings - Wild Ones
- The Waking Hours - Jade

La segunda estación consta de pistas instrumentales, algunas de las cuales son arreglos no acreditados de canciones compuestas por Michael Walthius. La música y el sonido generales del juego se atribuyen a Fumio Tanabe.

## Recepción
Road Trip recibió críticas "favorables" según el sitio web agregación de reseñas Metacritic. El juego fue elogiado por su amplio mundo para explorar y su gran profundidad, pero criticado por su sonido.